# Madascincus nanus
Madascincus nanus — вид сцинкоподібних ящірок родини сцинкових (Scincidae). Ендемік Мадагаскару.

## Поширення і екологія
Madascincus nanus мешкають на північному сході острова Мадагаскар, в районі міста Анціранана. Вони живуть у вологих рівнинних тропічних лісах.

## Збереження
МСОП класифікує цей вид як вразливий. Madascincus nanus загрожує знищення природного середовища.